# Greetje van den Berg
Greetje van den Berg (Zwolle, 13 augustus 1959) is een Nederlandse schrijfster die bekendheid geniet door haar familieromans. Tot nu toe schreef zij vijftig boeken, vanuit haar christelijke levensvisie en haar belangstelling voor psychologie. Zij experimenteert onder andere met christelijke romans die niet expliciet over het christelijke geloof gaan.

## Biografie
Van den Berg (geboren Dragt, voornamen Margaretha Akke Jebbina) groeide op in Zwolle. Na haar huwelijk verhuisde zij naar Emmeloord. In 2011 scheidden zij en haar man, waardoor haar naam weer Greetje Dragt werd. Voor haar lezers behield zij de naam Greetje van den Berg.
Greetje is lid van de vereniging Schrijverscontact, een vereniging voor Schrijvers met een christelijke levensvisie. Gedurende vele jaren was zij secretaris van deze vereniging.
In 2016 werd zij benoemd tot Ridder in de Orde van Oranje Nassau.
In 2021 verscheen haar zestigste roman.